# Gränges
Gränges AB (ou Grängesbergsbolaget), anciennement Trafik AB Grängesberg–Oxelösund (TGO), est une entreprise industrielle suédoise, fondée en 1896. Elle est créée sous l’impulsion d'Ernest Cassel et de la Skandinaviska Banken (en) par la fusion de mines et de compagnies ferroviaires le long de l'axe Ludvika – Oxelösund, avant d'étendre son activité au transport maritime. Elle devient ensuite un acteur majeur des mines suédoises jusqu'en 1957, lorsque le gouvernement la contraint à se retirer de LKAB. L'argent récupéré permet le financement d'un ambitieux programme de modernisation et la construction de l'usine sidérurgique d'Oxelösund. Cependant, dans le milieu des années 1970, lorsque la crise de la sidérurgie frappe le secteur, le secteur est nationalisé pour constituer SSAB et Gränges est racheté par Electrolux en 1980, qui poursuit la réduction de l’activité.
En 1986, l’entreprise commence à se lancer dans la fabrication des feuilles et bandes d'aluminium. Le nom Gränges disparaît en 2005 au profit de Sapa AB (en) avant de réapparaître en 2013. L'activité se concentre depuis uniquement autour du laminage de l'aluminium.